# Devon Higgs
Devon Alexander Higgs es un actor británico, más conocido por haber interpretado a Morgan Butcher en la serie EastEnders.

## Carrera
El 1 de abril de 2008, se unió al elenco principal de la serie británica EastEnders, donde interpretó a Morgan Butcher hasta el 12 de septiembre de 2008.

## Filmografía
Series de televisión
| Año         | Título     | Personaje      | Notas         |
| ----------- | ---------- | -------------- | ------------- |
| 2008 - 2009 | EastEnders | Morgan Butcher | 274 episodios |

Apariciones
| Año        | Título           | Notas       |
| ---------- | ---------------- | ----------- |
| 2008, 2009 | Children in Need | 2 episodios |